# Elsa Textorius
Elsa Georgina Textorius Ytterman, född Textorius den 20 juni 1889 i Hedvig Eleonora församling i Stockholm, död  7 juli 1972 i Oscars församling i Stockholm, var en svensk skådespelare.
Textorius filmdebuterade 1952 i Ragnar Frisks Åsa-Nisse på nya äventyr, och hon kom att medverka i ytterligare sex filminspelningar. Hon var mellan 1926 och 1952 chef för Burgårdens friluftsteater i Göteborg. Hon var dotter till skådespelarna Oskar Textorius och Georgina Sondell samt syster till Helga Brofeldt. Elsa Textorius var gift 1917–1926 med skådespelaren Carl-Ivar Ytterman. Hon är begravd på Skogskyrkogården i Stockholm.

## Filmografi
- 1952 – Åsa-Nisse på nya äventyr
- 1953 – Ingen mans kvinna
- 1954 – Gud Fader och tattaren
- 1954 – I rök och dans
- 1956 – Sceningång
- 1962 – Chans
- 1966 – Träfracken

## Teater

### Roller
| År   | Roll        | Produktion                                               | Regi             | Teater                  |
| ---- | ----------- | -------------------------------------------------------- | ---------------- | ----------------------- |
| 1913 |             | Den gode Ludde (Mein alter Herr) Franz och Victor Arnold |                  | Folkteatern, Lorensberg |
| 1925 | Maggie      | Dubbelexponering (Double Exposure) Avery Hopwood         | Mathias Taube    | Blancheteatern          |
| 1925 |             | Gubbar på friarstråt Jan-Gran                            | Edvin Janse      | Söders friluftsteater   |
| 1926 | Francine    | I skolan igen (Le Chemin de des écoliers) André Birabeau | Mathias Taube    | Blancheteatern          |
| 1926 |             | Kärlek och rackarknep Anders Asping                      | Manne Göthson    | Söders friluftsteater   |
| 1950 | Mrs. Tucket | Brittsommar (September Tide) Daphne du Maurier           | Per-Axel Branner | Riksteatern             |